# Carbonato de manganês(II)
Carbonato de manganês é um composto inorgânico de fórmula química MnCO3. Ocorre naturalmente como o mineral rodocrosita. Foram produzidos cerca de 20.000 toneladas métricas em 2005.